# Pacte de Roerich
El Pacte Roerich és un tractat d'abast internacional sobre la protecció d'institucions artístiques i científiques i dels monuments històrics. Fou signat a Washington DC, als EUA, el 15 d'abril de 1935 per les vint-i-una nacions que fundaren l'Organització d'Estats Americans. La idea més important del Pacte de Roerich és el reconeixement legal del fet que la defensa dels béns culturals és més important que la defensa militar, en el seu sentit tradicional, i que la protecció de la cultura sempre té prioritat sobre qualsevol necessitat militar. És el precedent immediat de la Convenció per a la Protecció de Béns Culturals en cas de Conflicte Armat de la Haia de 1954.

## Orígens del Pacte Roerich
L'any 1899 Roerich va formular per primera vegada la idea sobre la necessitat d'establir una protecció sobre els monuments culturals. Durant unes excavacions a la província de Sant Petersburg, Roerich va començar a apuntar la necessitat de la protecció de monuments culturals, que reprodueixen una visió en el món dels pobles antics per a nosaltres.
Posteriorment, l'any 1903 Roerich, juntament amb la seva esposa Helena Ivanovna, van viatjar a través de quaranta antigues ciutats russes, incloent Yaroslavl, Kostroma, Kazán, Nizhny Novgorod, Vladímir, Suzdal, Yúriyev-Polski, Smolensk, Vílnius, Izborsk i Pskov. L'any 1904, precedint a l'expedició, Roerich havia visitat Uglich, Kalyazin, Kashin i Tver. Durant aquest viatge Roerich va realitzar una gran sèrie d'estudis d'arquitectura, i va arribar a pintar prop de 90 pintures dels llocs visitats. Més tard, moltes esglésies russes van ser destruïdes i les pintures continuen sent les úniques imatges que les documenten. Resumint aquest viatge, el pintor admirava la bellesa dels monuments antics. Roerich, expressant els seus sentiments per l'estat de la seva protecció, va escriure en el seu article Along the old times ("Al llarg dels temps antics") (1903): «L'estiu passat vaig tenir l'ocasió de contemplar molt de la nostra antiguitat i el poc amor veritable per ella».
L'any 1904, Roerich va presentar un informe a la Societat Arqueològica Russa patrocinada pel tsar sobre el trist estat dels monuments històrics i la necessitat de prendre mesures immediates per a protegir-los.
Durant la guerra entre Rússia i el Japó (1904-1905), Roerich va expressar una idea sobre la necessitat d'un tractat especial per a la protecció de les institucions i els monuments culturals. En el transcurs de diversos anys, després del seu viatge en els anys 1903-1904, Roerich assenyalat en reiterades ocasions l'estat dels monuments antics. Va escriure diversos articles dedicats a la mala situació de les esglésies. En l'article Silent Pogroms ("Pogroms silenciosos") (1911) Roerich va escriure sobre la maldestra restauració de l'Església Sant Joan el Precursor ubicada a la ciutat de Yaroslavl: «Qui faria una bonica defensa dels antics i bojos pogroms? Greu és quan l'antic es mor. Però és més terrible quan l'antiguitat continua sent desfigurada, imitada, falsejada, [...]». L'any 1914 Roerich va fer una crida als alts comandaments de l'exèrcit rus, així com als governs dels EE.UU. i França, amb la proposta de la celebració d'un acord internacional destinat a la protecció dels valors culturals durant els conflictes armats. Va crear el cartell titulat "Enemy of Mankind”, denunciant la destrucció bàrbara de monuments culturals, i la imatge "Glow", expressant una protesta contra la Primera Guerra Mundial. L'any 1915, Roerich va escriure un informe per al tsar Nicolás I de Rússia i per al Gran Príncep Nicolau Nikoláyevich contenint una crida perquè l'Estat prengués mesures reals per a la protecció nacional dels valors culturals. L'any 1929 Roerich, en cooperació amb G. G. Shklyaver, doctor en dret internacional i ciències polítiques de la Universitat de París, va preparar un projecte del Pacte per la protecció dels valors culturals. Al mateix temps Roerich va proposar un signe distintiu per a identificar els objectes que es trobaven en necessitat de protecció: la Bandera de la Pau. Representa un drap blanc amb un anell vermell i tres cercles vermells inscrits en ell.

## Pacte de Roerich
L'any 1929 Roerich, en col·laboració amb el professor George Chklaver de la Universitat de París, van preparar l'esborrany d'un tractat internacional dedicat a la protecció dels valors culturals, que acabaria esdevenint el futur Pacte de Roerich. El pla buscava una analogia cultural a ja existent de la neutralitat mèdica que tenia la Creu Roja.
L'any 1930 el text de l'esborrany del projecte, amb l'acompanyament d'una apel·lació de Roerich als governs i pobles de tots els països, va ser publicat en la premsa i distribuït als governs, institucions científiques, artístiques i educatives de tot el món. Com a resultat, els comitès de suport al Pacte es van establir en molts països. El projecte del pacte va ser aprovat pel Comitè d'Assumptes del Museu de la Societat de Nacions i també pel Comitè de la Unió Panamericana. Pocs anys després de la Segona Guerra Mundial, el Pacte de Roerich va tenir un paper important en la formació de les normes del dret internacional i de l'activitat pública en l'àmbit de la protecció del patrimoni cultural. L'any 1949, en la quarta sessió de la Conferència General de la UNESCO, va ser acceptada la decisió per a començar el treball per a la regulació del dret internacional en el camp de la protecció del patrimoni cultural en cas d'un conflicte armat.
Les idees de Pacte Roerich encara no estan del tot implementades en el dret internacional, especialment el principi de la preferència, gairebé il·limitada, de la preservació dels valors culturals de la necessitat militar.

## La importància del Pacte de Roerich en el segle XXI
El Pacte de Roerich no és simplement un text relativament breu d'un tractat internacional. Es tracta d'un conglomerat d'idees jurídiques sobre un nou ordre estatal en la qual l'Estat i la Cultura no són diferents sinó que penetren molt de prop un de l'altre. Una mesura d'aquesta interferència és la participació activa de l'Estat per a disposar d'un pressupost anual en cultura, art i educació, que hauria de ser necessàriament més elevat que el destinat a despeses militars. Com ja s'ha esmentat anteriorment, un altre punt important del Pacte és el reconeixement legal del fet que la defensa dels béns culturals és més important que la defensa en el seu sentit tradicional, i la protecció de la cultura sempre té prioritat sobre qualsevol necessitat militar.
En el marc de les idees del Pacte de Roerich, és important destacar el reconeixement que la seguretat de qualsevol objecte cultural en el territori d'un Estat estranger també ha de ser respectat i tractat com un factor de molta major importància en la disposició militar per a bombardejar, destruir o usar per a finalitats militars.
Roerich considera que la cura per a les generacions futures ha de ser la pedra angular de l'existència dels Estats moderns constitucionals i de dret. El President dels EE.UU., Franklin D. Roosevelt, en el discurs a la signatura del Tractat del "Pacte de Roerich", va dir: "En l'obertura d'aquest Pacte a l'adhesió de les nacions del món, ens estem esforçant per fer de l'aplicació universal dels principis fonamentals per a la preservació de la civilització moderna. El present Tractat té un significat espiritual més profund que el text de l'instrument en si mateix". És important adonar-se que el Pacte de Roerich va ser només el primer pas cap al futur desenvolupament d'una nova cultura jurídica. Totes les lleis escrites han d'ajustar-se als principis universals no escrits de la moral, l'equitat i la justícia, la igualtat, l'autonomia, la dignitat i el respecte que es coneix com Governar d'acord amb una llei superior. Les disposicions concretes conceptuals del concepte filosòfic i jurídic de Roerich respecte l'Estat es basen en l'Imperi de la llei, les idees que el deure primordial de l'Estat és mantenir i desenvolupar la unitat espiritual dels seus ciutadans, amb cura en la preservació de les millors mostres del patrimoni cultural nacional, la promoció de la cultura universal i el creixement espiritual de totes les persones, especialment els més joves. En aquest moment, la major part dels beneficis rebuts per part de l'Estat han de ser dirigits al desenvolupament de la cultura, que, com ja es va esmentar, donaria lloc a un major creixement de la prosperitat econòmica.
Segons el concepte de Roerich, l'Estat, com un instrument per a la preservació i del desenvolupament de la cultura, ha d'esdevenir el principal i més important instrument de defensa dels tresors culturals nacionals i estrangers; ha de convertir-se també en un instrument per al manteniment de la pau tot evitant les guerres; i ha de ser un instrument per a la construcció d'una nova civilització, basada en les millors tradicions culturals d'avui i, per tant, executant una despesa dels màxims actius econòmicament raonables per a aquestes finalitats, - tot això pot ser explícita i exclusivament sobre la base de fonaments constitucionals per a l'ús de les paraules de Roerich , "un estat del futur" i "una civilització del futur." Les idees del Pacte Roerich encara no s'han aplicat plenament en el dret internacional, i el segle XXI pot ser és un bon moment per a ressuscitar el concepte de Roerich de la bellesa i la cultura com un camí cap a la pau.